# Tyske motorveje
Tyske motorveje (Autobahnen) er i reglen indrettet efter hurtigkørende trafik, fri for vejkryds, adskilte kørebaner med flere spor og er udstyret med særlige til- og frakørsler.
Tyskland har et af de mest fintmaskede motorvejssystemer i verden, og med ca. 12.500 km det tredjelængste i verden efter det amerikanske Interstate Highway System (75.376 km) og det kinesiske motorvejsnet (45.400 km).
På de tyske motorveje er der ingen generel hastighedsbegrænsning for personbiler og motorcykler, men kun en anbefalet højeste hastighed på 130 km/t. Dette gælder for omkring halvdelen af motorvejsnettet mens omkring en tredjedel har en fast hastighedsbegrænsning og resten en hastighedsbegrænsning, som afhænger af trafikmængden og vejret. For lastbiler og busser gælder der en hastighedsbegrænsning på hhv. 80 og 100 km/t, hvis bestemte forudsætninger er opfyldt.
De fleste motorveje i Tyskland er Bundesautobahnen (forkortet BAB) ifølge forbundsfjernvejsloven. Der er dog også andre veje, som har en tilstrækkelig udbygning til at kunne kaldes motorveje. Omvendt er ikke alle Bundesautobahnen skiltet som motorveje.

## Motorveje ifølge færdselsloven
Motorveje i den tyske færdselslovs forstand er skilte med færdselstavle 330. På disse veje må der kun køre køretøjer, som er bygget til hastigheder over 60 km/t.

## Historie
Betegnelsen "Autobahn" blev først anvendt af Robert Otzen i 1929. Otzen var leder af motorvejsprojektet HaFraBa (Autobahnprojekt Hamburg–Frankfurt am Main–Basel). Indtil da talte man om "Nur-Autostraße". Den første motorvej i verden AVUS i Berlin Grunewald, som blev åbnet i 1921. Den første længere motorvej i verden blev åbnet i 1923 i Italien (vore dages A9 mellem Milano og Como).
Begrebet "Autobahn" dukker første gang op i 1932 og var betegnelsen for en krydsningsfri hurtigvej uden modkørende trafik. Et fagtidsskrift om HaFraBa havde dengang taget navneforandring til Autobahn som analogi til Eisenbahn (jernbane). Den første Autobahn i Tyskland i denne forstand, som forbandt to byer blev åbnet i 1932 af Konrad Adenauer og forløb mellem Köln og Bonn. Den krydsningsfrie strækning var 20 km lang. I dag har den betegnelsen A 555. Vejen blev allerede dengang bygget til hastigheder på 120 km/t, selv om køretøjerne på den tid som regel kun kunne køre væsentligt langsommere.
Den 23. september 1933 begyndtes der under nationalsocialismen på det propagandamæssigt stort opreklamerede Reichsautobahn byggeri. Ansvaret for bygning af motorvejene var underlagt generalinspektøren for det tyske vejvæsen Dr. Fritz Todt, landskabsarkitekten Professor Alwin Seifert og arkitekten Professor Paul Bonatz. På de første motorvejsafsnit måtte de tyske jernbaner efter pres fra Hitler indrette hurtigbusdrift. Hertil hørte strækningen Frankfurt/Main-Darmstadt-Mannheim. Herudfra udviklede der sig senere De tyske Forbundsbaners Banebustrafik. Under 2. Verdenskrig måtte der på grund af den ringe biltrafik køres med cykler på motorvejene fra efteråret 1943.

## Forbundsmotorveje
En Bundesautobahn er en fjernvej som ifølge fjernvejsloven "kun er tiltænkt hurtig kørsel med motorkøretøjer" og er anlagt således at de er fri for krydsninger i niveau og er udstyret med særlige til- og frakørsler. De skal have adskilte kørebaner.
Betegnelsen Bundesautobahn får en vej ved en formel akt. Dermed finder der strækninger, som har betegnelsen uden at være tilstrækkeligt udbyggede, f.eks. strækninger hvor kun den ene vejbane indtil videre har kunnet færdiggøres, og som derfor forbigående skiltes som om det var en hovedvej, eller en motortrafikvej.

## Organisation
Der eksisterer siden 1974 et nummersystem for motorveje. Motorveje i nord-sydgående retning betegnes i Tyskland med ulige numre, mens øst-vestgående motorveje har lige numre. De encifrede motorveje A1-A9 gennemskærer store dele af Tyskland eller overskrider grænser. De tocifrede numre tilhører afgrænsede områder – de starter med A10 Berliner Ring og slutter med A99 Münchner Ring:
- A 10 og derover ligger i Berlin, Brandenburg, Sachsen-Anhalt, Sachsen, Mecklenburg-Vorpommern
- A 20 og derover ligger i Nordtyskland (Slesvig-Holsten og Hamborg)
- A 30 og derover ligger i Niedersachsen, Ostwestfalen-Lippe og i mindre grad i Thüringen, Sachsen og Sachsen-Anhalt
- A 40 og derover ligger i Ruhrområdet og Rhein-Main området
- A 50 og derover ligger i det nedre Rhinområde indtil Köln
- A 60 og derover ligger i Rheinland-Pfalz, Saarland og Südhessen
- A 70 og derover ligger i Franken, Sachsen og Thüringen
- A 80 og derover ligger i Baden-Württemberg
- A 90 og derover ligger i Altbayern og i området ved Bodensee.

Regionale motorveje, som f.eks. forbinder to større motorveje eller er fødemotorveje har trecifrede numre med tilsvarende første ciffer, f.eks. "3" hvis det er i nærheden af Hannover. Herved er f.eks. A395 den femte sidemotorvej til A39.
De på skiltningen anførte numre kan i nogle tilfælde afvige fra de i lovgivningen fastsatte. På den måde medtages også andre motorveje i nummersystemet.
Skiltningen af, hvor vejene fører hen, retter sig på de tyske motorveje efter de i "Bundeswegenetzplan" anførte slutpunkter for de enkelte motorvejsafsnit. Af denne grund bliver mange storbyer, som motorveje fører forbi, først omtalt kort før frakørslen, hvilket godt kan virke forvirrende.
De tyske motorveje er underlagt forbundsregeringen.

## Motorvejsgebyr
De rene byggeomkostninger i gennemsnitligt terræn udgør i Tyskland alt efter kilde mellem 6 og 12 mio. euro pr. km. Dog beløber de samlede omkostninger sig ifølge TV-programmet "Report aus München" til 26,3 mio. Euro pr. km, heraf 11,8 mio. i byggeomkostninger, 9,5 mio. for sagsbehandling og 5 mio. til rapporter.
Indtil videre er der ikke indført generelle motorvejsgebyrer på tyske motorveje. Trafikminister Wolfgang Tiefensee bekræftede endnu engang den 13. november 2005 at et sådant gebyr heller ikke er på tegnebrættet.
På motorveje, som er Bundesautobahn bliver der siden 1990'erne opkrævet et gebyr på lastbiler i form af en vignette (i lighed med dem der anvendes i Østrig og Schweiz til personbiler). Siden den 31. august 2003 opkræves der på tyske motorveje et strækningsafhængigt gebyr for lastbiler med en totalvægt på over 12 ton. Da det nyudviklede afregningssystem Toll Collect imidlertid ikke var klar til startdagen blev der i første omgang ikke opkrævet gebyrer. Selv om aftalen mellem det tyske trafikministerium og Toll Collect blev ophævet den 17. februar 2004 indførtes det satellitstyrede gebyrsystem alligevel den 1. januar 2005.
Strækninger, der ikke er forsynet med motorvejsskiltning (nr. 330) bliver efter dette system forsynet med færdselsskilt 390.
På motorveje, som ikke er "Bundesautobahn" bliver der ikke opkrævet gebyr. Disse strækninger er opført i gebyrtabellen med en afgiftspligtig længde på "0,0 km".
Der er fortsat nogle trafikprojekter som delvis er gennemført på privat basis. De ligger ikke direkte på motorvejsnettet, men er tilknyttet til det: Warnowtunnelen i forlængelsen af A19 i Rostock og Herrentunnel ved A 226 i Lübeck. Der bliver der i overensstemmelse med lovgivningen (Fernstraßenbauprivatfinanzierungsgesetz (Modell F)) opkrævet gebyrer for såvel last- som personbiler. Meget hurtigt efter åbningen viste det sig, at de forventede indtægter ikke kunne opnås, da der var væsentligt mindre trafik end forventet. På den baggrund blev den årrække hvor operatøren kan opkræve afgift ved Warnowtunnelen forlænget fra 30 til 50 år. Ved Herrentunnel blev gebyret sat kraftigt i vejret især for personbiler. På baggrund af disse projekter overvejes det at indføre en afgift på enkelte nye strækninger. På den anden side bliver der stillet spørgsmålstegn ved om denne finansieringsmodel er bæredygtig.

## Værd at vide
I Tyskland findes der nogle få afkørsler til venstre. En findes på A81 ved Gärtringen (afkørsel 27) i Baden-Württemberg og var oprindelig planlagt som motorvejskryds. En anden findes ved Berlin på A100 afkørsel Siemensdamm (afkørsel 5). Den nævnte venstreafkørsel er i nordlig kørselsretning. En yderligere venstreafkørsel findes siden marts 2007 på A46 ved det ombyggede motorvejskryds Neuss-West i Nordrhein-Westfalen. Ved motorvejstilslutningen Pirmasens-Winzeln (A8/A62) er der i retning mod Pirmasens en venstreafkørsel og venstretilkørsel. Der var der gjort forberedelser til en planlagt videreførelse af A8 mod Karlsruhe som i stedet blev anvendt til landevejen L600. På A4 ved Eisenach er der i rabatten en tilmuret trappe fra 1930'erne. På grund af den, af krigen forårsagede deling af motorvejen (Aachen – Köln – Olpe hhv. Bad Hersfeld – Erfurt – Chemnitz – Dresden – Bautzen) fandtes der forskellige strækningsinddelinger med flere km 0 angivelser.
Motorvejsstrækning 46 blev der bygget på fra 1937 til 1939, men den er aldrig blevet gjort færdig. A7 forløber i dag ad en anden ruteføring.
Den nuværende A72 blev mellem påbegyndt mellem Pirk og Hof allerede i 1930'erne. Arbejdet blev indstillet på grund af krigen, og ligeledes den halvfærdige Elstertalbrücke. Efter krigen gik jerntæppet tværs over strækningen, således at de sidste 15 km først kunne gøres færdige og tages i brug ca. 65 år senere. I mellemtiden havde indbyggerne i byen Pirk udsyn til piller og buer på en halvfærdig bro.
På A60 ved Mainz (mellem frakørslerne MZ-Weisenau og MZ-Großberg) var der en overgang lamper på motorvejen. Disse var monteret på skiltebroer og tjente til at stoppe trafikken på A60 når der blev foretaget sprængninger i et stenbrud, der lå lige ved siden af motorvejen. Udover lamperne blev motorvejen spærret med en tværstillet politibil. Noget tilsvarende foregår stadig på A71.
Nogle motorvejsstrækninger blev under Den kolde krig udset til at fungere som landingsbaner. Disse strækninger kunne i nødstilfælde hurtigt ombygges til provisoriske militærflyvepladser.

## Trafiktæthed
Den mest befærdede motorvej i Tyskland er A100 i Berlin efterfulgt af A3 omkring Köln og A5 ved Frankfurter Kreuz.
I alt er der 20 motorvejsstrækninger hvor der kører mere end 100.000 køretøjer i døgnet:
| Motorvej | Strækning                                     | Trafiktæthed |
| -------- | --------------------------------------------- | ------------ |
| A 100    | Dreieck Funkturm – Kurfürstendamm             | 191.400      |
| A 3      | Köln-Dellbrück – Kreuz Köln-Ost               | 165.000      |
| A 5      | Frankfurter Kreuz – Zeppelinheim              | 150.700      |
| A 7      | Dreieck Hamburg-Nordwest – Hamburg-Stellingen | 137.700      |
| A 8      | Dreieck Leonberg – Leonberg Ost               | 133.000      |
| A 9      | Eching – Garching-Nord                        | 131.000      |
| A 2      | Hannover-Herrenhausen – Dreieck Hannover-West | 129.000      |
| A 40     | Dreieck Essen-Ost – Essen-Frillendorf         | 128.600      |
| A 66     | Frankfurt-Höchst – Eschborn                   | 124.000      |
| A 111    | Flughafen Tegel – Heckerdamm                  | 121.500      |
| A 81     | Kreuz Stuttgart – Sindelfingen-Ost            | 120.500      |
| A 1      | Kreuz Hamburg-Süd – Hamburg-Stillhorn         | 119.000      |
| A 4      | Kreuz Köln-Süd – Köln-Poll                    | 117.700      |
| A 57     | Köln-Chorweiler – Kreuz Köln-Nord             | 115.000      |
| A 99     | Aschheim/Ismaning – Kirchheim b. München      | 114.900      |
| A 46     | Kreuz Hilden – Hilden                         | 114.600      |
| A 52     | Dreieck Breitscheid – Kreuz Breitscheid       | 110.900      |
| A 59     | Dreieck Sankt Augustin-West – Dreieck Beuel   | 108.600      |
| A 661    | Offenbach-Kaiserlei – Offenbach-Taunusring    | 107.700      |
| A 565    | Bonn-Beuel-Nord – Bonn-Auerberg               | 101.900      |

## Udbygning af motorvejsnettet
| år          | 1950  | 1955  | 1960  | 1965  | 1970  | 1975  | 1980  | 1985  | 1990  |
| km motorvej | 2.128 | 2.187 | 2.551 | 3.204 | 4.110 | 5.742 | 7.292 | 8.198 | 8.822 |

| år          | 1995   | 1996   | 1997   | 1998   | 1999   | 2000   | 2001   |
| km motorvej | 11.143 | 11.190 | 11.246 | 11.309 | 11.427 | 11.515 | 11.712 |

| år          | 2002   | 2003   | 2004   | 2005   | 2006   | 2007   |
| km motorvej | 11.786 | 12.037 | 12.044 | 12.174 | 12.363 | 12.531 |

Heraf var den 1. januar 2005 ifølge vejbygningsberetningen for 2005 fra Bundesministeriums für Bau, Verkehr und Stadtentwicklung 2.590 km på 6 eller flere kørebaner, hvilket udgør en andel på 21,3 %.

## Retsligt
Den såkaldte retningsgivende hastighed på de tyske motorveje ligger på 130 km/t. Det betyder at denne hastighed også ved gode kørselsforhold ikke bør overskrides, men at en hastighedsoverskridelse, så fald der ikke er skiltet med hastighedsbegrænsninger, er tilladt. På mange delstrækninger forekommer det imidlertid, at hastighedsgrænsen på motorvejen ligger på 130 km/t (angivet med passende færdselstavler) 130 km/t er i Tyskland det vejskilt der angiver den højeste hastighedsbegrænsning. Der gennemføres et midlertidigt forsøg på A2 ved Braunschweig et forsøg med 140 km/t.
Der kommer til stadighed forslag om at indføre en generel hastighedsbegrænsning. Tilhængere hævder at det vil føre til færre uheld, mindre støj og forbedringer for miljøet. I delstaten Bremen gælder der siden 9. april 2008 en generel hastighedsbegrænsning på 120 km/t. Af de i alt 60 km motorvej i Bremen er det kun omkring 6 km af A27 der rent faktisk er ramt af ændringen, da resten af motorvejene i forvejen havde hastighedsbegrænsninger.

## Vejbelægning
De fleste motorveje i Tyskland har asfaltbelægning. De må dog efter al sandsynlighed udskiftes hvert 15. år. Nyere motorveje bliver derfor bygget med betonbelægning, da beton kan holde i 30 år uden at blive beskadiget.
En betonmotorvej efter ny byggeform er f.eks. den 37 km lange delstrækning af A 8 mellem motorvejskrydset Augsburg-West og motorvejskrydset München-Eschenried. Til denne forsøgsstrækning leverede HeidelbergCement ca. 130.000 tons cement. På grund af den ru struktur på overfladen opnås ovenikøbet et bedre vejgreb og vejstøjen er mindre.

## Eksterne kilder
- Detaljerede strækningsbeskrivelser for de tyske motorveje – inkl. forkastede planer
- Informationer om motorveje i Tyskland
- AGAB – Arbeitsgemeinschaft Autobahngeschichte e. V.
- stern.de: Auf der Straße des „Führers“
- Autobahn set fra en amerikaners synspunkt Arkiveret 2. september 2008 hos  Wayback Machine
- Entwicklung und Raumwirkung des deutschen Autobahnnetzes